# 江東集中營
江東集中營，是朝鲜民主主义人民共和国的一座再教育營，位于平壤市江東郡，距离平壤市區以東90公里。其正式名稱是江东第四号教化所或江東政治犯收容所。

## 簡介
江東集中營大約2公里長、1.5公里寬，由鐵絲網包圍。其主要部分是一個大監獄。約250米長、200米寬，四周用高牆圍封。1997年时，该集中营中大約有7000名囚犯。他們大多是來自平壤，先前身份是士兵或者居民，被判處5至20年不等的惩役。该集中营的工作設施包括一個水泥廠、煤礦、石灰石採石場，玻璃廠和其他一些農業设施。

## 人權狀況
據一名曾被关押在此的囚犯披露，江东集中营平均每年有500名犯人死於水源污染性疾病。另一位前囚犯则披露，工作事故、營養不良和疾病是造成高死亡率的原因。得重病囚犯会被保外就醫，离开集中营后死亡率明顯減少。囚犯们被迫在石灰石採石場、玻璃廠和窯做苦役，条件危險，且經常吸入石灰石粉塵，最终導致胸肺部疾病的高发。此外，囚犯們很少洗臉，許多人患有皮膚擦傷和感染。囚犯生活在不衛生的條件下，他們以50至100人为一组睡在地板上，从不洗澡，也不換衣服。
囚犯每餐飯食只有口糧只有50克（2盎司）的玉米和小麥，另外配一些白菜湯。所有的囚犯都嚴重營養不足。有一名人士曾被关押8個月，期间在營地目睹了8场公開處決。
狱卒为了达到惩罚囚犯，往往会減少口糧、擴展工作量與关在小房间里禁闭。每週都会举行小組内的自我批評，獄卒在大庭廣眾前批判囚犯。